# Danh sách câu lạc bộ bóng đá ở Angola
Đây là danh sách các câu lạc bộ bóng đá ở Angola.
Về danh sách đầy đủ, xem Thể loại:Câu lạc bộ bóng đá Angola

## #
- 4 de Abril

## A
- Académica do Lobito
- Académica do Soyo
- ASA
- Atlético de Luanda
- Atlético do Namibe

## B
- Benfica de Luanda
- Benfica do Huambo
- Benfica do Lubango
- Bravos Do Maquis
- Brilhantes da Kissama

## C
- Construtores do Uíge

## D
- Desportivo da Eka
- Desportivo da Huíla
- Desportivo do Bengo
- Domant FC

## E
- Esperança do Congo
- Evale FC

## F
- Futebol Clube de Cabinda
- Futebol Clube de Luanda
- Futebol Clube do Moxico
- Ferroviário da Huíla
- Ferroviário do Huambo

## I
- Independente Sport Clube
- Interclube

## J
- Jackson Garcia
- Juventude do Moxico

## K
- Kabuscorp

## M
- Malanje Sport Clube
- Mpatu a Ponta

## N
- Nacional de Benguela
- Norberto de Castro

## P
- Petro de Luanda
- Petro do Huambo
- Polivalentes FC
- Porcelana FC
- Primeiro de Agosto
- Primeiro de Maio
- Progresso da Lunda Sul
- Progresso do Sambizanga

## R
- Real M'buco
- Recreativo da Caála
- Recreativo do Libolo
- Recreativo do Seles
- Renascimento

## S
- Sagrada Esperança
- Santos FC
- Sporting de Cabinda
- Sporting do Bié

## U
- União do Uíge